# Robert d'Auvergne (mort en 1234)
Pour les articles homonymes, voir Robert d'Auvergne.
Robert d'Auvergne, mort en 1234, est un prélat français du XIIIe siècle, évêque de Clermont, puis archevêque de Lyon.

## Biographie
Robert d'Auvergne, dit également de La Tour, est un fils cadet de Robert IV, comte d'Auvergne et de son épouse Mathilde, fille d'Eudes II, duc de Bourgogne.
D'abord doyen du chapitre cathédral d'Autun, Robert d'Auvergne devient ensuite évêque de Clermont en 1195. Cet épiscopat a soulevé des critiques, nécessitant de la part du pape un rappel à l'ordre. Le poète Dauphin d'Auvergne, son cousin, écrit de lui : « Les vêtements sont sains, mais fausse est la personne ; jamais un homme d'une telle duplicité ne fut tonsuré sur cette terre ».

### Conflit entre frères

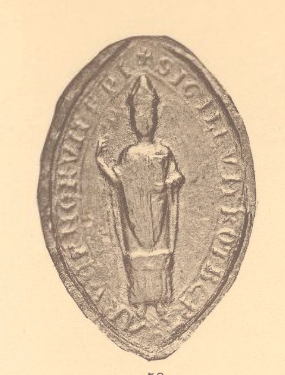
Robert d'Auvergne, Sigillographie de l'ancienne Auvergne, par Philippe de Bosredon.

L'année 1195 marque le début du conflit opposant Robert, le nouvel évêque de Clermont, à son frère le comte d'Auvergne Guy II, notamment sur la suzeraineté des terres, et plus particulièrement la cité de Clermont. La même année, l'évêque tente de prendre Vertaizon, fiel qui est aux mains d'un seigneur proche de Guy, le troubadour Pons de Chapteuil. Malgré des tentatives de paix acceptées, notamment celle de 1199 sur la demande de l’archevêque de Bourges, Henri de Sully, mais éphémères la guerre reprend rapidement et le territoire auvergnat est de nouveau en guerre. Guy se verra excommunié deux fois par son frère.

### Guerre en Auvergne
En l'an 1207, les deux frères font une trêve et vont tous deux ensemble participer à la croisade contre les Albigeois. Mais le retour en Auvergne marque un nouveau départ dans le conflit qui monte en intensité ; Guy II fait prisonnier son frère Robert. En 1210, Guy II décide de prendre la possession royale qu'est l'abbaye de Mozac ; le roi Philippe Auguste profite de cet incident pour envoyer une armée en Auvergne dans le but de l'annexer. Robert prend donc part au parti français. Le conflit se terminera en décembre 1213 à la suite du siège de Tournoël, mettant fin à l'indépendance du comté d'Auvergne et de son annexion au royaume de France.

### Archevêque de Lyon
Robert d'Auvergne est ensuite archevêque de Lyon entre 1226 et 1234. Il ne s'attache pas à son nouveau diocèse, mais procède tout de même au renforcement du rôle de l'officialité et confirme les privilèges consentis par son prédécesseur aux bourgeois de Lyon. Il est le premier prélat à être inhumé dans la cathédrale Saint-Jean.